# ویکی‌پدیای چکی
ویکی‌پدیای چکی  (به چکی: Česká Wikipedie) نسخه چکی وب‌گاه ویکی‌پدیا است که در مه ۲۰۰۲ ایجاد شده است و در ۱۸ ژوئن ۲۰۰۸ به ۱۰۰٬۰۰۰ مقاله رسید.
تا تاریخ ۱۴ ژانویه ۲۰۱۳ این دانش‌نامه با بیش از ۲۵۳٬۰۰۰ مقاله در رتبهٔ نوزدهم ویکی‌پدیاها قرار داشت.